# Vitali Kliciko
Vitali Volodimirovici Kliciko (ucraineană Віта́лій Володи́мирович Кличко́; n. 19 iulie 1971, Belovodskoe⁠(d), Republica Sovietică Socialistă Kirghiză, URSS) este primarul orașului Kiev și fost boxer profesionist. El este liderul Alianței Democratice Ucrainene pentru Reforme și Deputat în Parlamentul Ucrainei.
Originar din Ucraina, acesta a trăit până în 2014 în Germania. În 2012, a devenit campion WBC la categoria grea. Este fratele lui Vladimir Kliciko. Are un doctorat în științe sportive.

## Distincții
- Crucea Federală de Merit, 2010[9]
- Premiul Steiger, 2011[10]
- Premiul Laureus World Sports, 2009[11]

## Rezultate în boxul profesionist
| Rez.       | Rezultat general | Adversar            | Tip | Runda, timp   | Data               | Locație                                            | Note                                                  |
| ---------- | ---------------- | ------------------- | --- | ------------- | ------------------ | -------------------------------------------------- | ----------------------------------------------------- |
| Victorie   | 45–2             | Manuel Charr        | TKO | 4 (12), 2:04  | 8 septembrie 2012  | Olympic Stadium, Moscova, Rusia                    | Retained WBC heavyweight title                        |
| Victorie   | 44–2             | Dereck Chisora      | UD  | 12            | 18 februarie 2012  | Olympiahalle, München, Germania                    | Retained WBC heavyweight title                        |
| Victorie   | 43–2             | Tomasz Adamek       | TKO | 10 (12), 2:20 | 10 septembrie 2011 | Stadion Miejski, Wrocław, Polonia                  | Retained WBC heavyweight title                        |
| Victorie   | 42–2             | Odlanier Solis      | KO  | 1 (12), 3:00  | 19 martie 2011     | Lanxess Arena, Köln, Germania                      | Retained WBC heavyweight title                        |
| Victorie   | 41–2             | Shannon Briggs      | UD  | 12            | 16 octombrie 2010  | O2 World, Hamburg, Germania                        | Retained WBC heavyweight title                        |
| Victorie   | 40–2             | Albert Sosnowski    | KO  | 10 (12), 2:30 | 29 mai 2010        | Veltins-Arena, Gelsenkirchen, Germania             | Retained WBC heavyweight title                        |
| Victorie   | 39–2             | Kevin Johnson       | UD  | 12            | 12 decembrie 2009  | PostFinance Arena, Berna, Elveția                  | Retained WBC heavyweight title                        |
| Victorie   | 38–2             | Chris Arreola       | RTD | 10 (12), 3:00 | 26 septembrie 2009 | Staples Center, Los Angeles, California, US        | Retained WBC heavyweight title                        |
| Victorie   | 37–2             | Juan Carlos Gómez   | TKO | 9 (12), 1:49  | 21 martie 2009     | Hanns-Martin-Schleyer-Halle, Stuttgart, Germania   | Retained WBC heavyweight title                        |
| Victorie   | 36–2             | Samuel Peter        | RTD | 8 (12), 3:00  | 11 octombrie 2008  | O2 World, Berlin, Germania                         | Won WBC heavyweight title                             |
| Victorie   | 35–2             | Danny Williams      | TKO | 8 (12), 1:26  | 11 decembrie 2004  | Mandalay Bay Events Center, Paradise, Nevada, US   | Retained WBC and The Ring heavyweight titles          |
| Victorie   | 34–2             | Corrie Sanders      | TKO | 8 (12), 2:46  | 24 aprilie 2004    | Staples Center, Los Angeles, California, US        | Won vacant WBC and The Ring heavyweight titles        |
| Victorie   | 33–2             | Kirk Johnson        | TKO | 2 (12), 2:54  | 6 decembrie 2003   | Madison Square Garden, New York City, New York, US |                                                       |
| Înfrângere | 32–2             | Lennox Lewis        | TKO | 6 (12), 3:00  | 21 iunie 2003      | Staples Center, Los Angeles, California, US        | For WBC, IBO, The Ring, and lineal heavyweight titles |
| Victorie   | 32–1             | Larry Donald        | TKO | 10 (12), 2:35 | 23 noiembrie 2002  | Westfalenhallen, Dortmund, Germania                | Retained WBA Inter-Continental heavyweight title      |
| Victorie   | 31–1             | Vaughn Bean         | TKO | 11 (12), 1:40 | 8 februarie 2002   | Volkswagen Halle, Braunschweig, Germania           | Retained WBA Inter-Continental heavyweight title      |
| Victorie   | 30–1             | Ross Puritty        | TKO | 11 (12), 1:16 | 8 decembrie 2001   | König Pilsener Arena, Oberhausen, Germania         | Retained WBA Inter-Continental heavyweight title      |
| Victorie   | 29–1             | Orlin Norris        | KO  | 1 (12), 1:09  | 27 ianuarie 2001   | Rudi-Sedlmayer-Halle, München, Germania            | Won vacant WBA Inter-Continental heavyweight title    |
| Victorie   | 28–1             | Timo Hoffmann       | UD  | 12            | 25 noiembrie 2000  | Preussag Arena, Hanover, Germania                  | Won vacant European heavyweight title                 |
| Înfrângere | 27–1             | Chris Byrd          | RTD | 9 (12), 3:00  | 1 aprilie 2000     | Estrel Hotel, Berlin, Germania                     | Lost WBO heavyweight title                            |
| Victorie   | 27–0             | Obed Sullivan       | RTD | 9 (12), 3:00  | 11 decembrie 1999  | Alsterdorfer Sporthalle, Hamburg, Germania         | Retained WBO heavyweight title                        |
| Victorie   | 26–0             | Ed Mahone           | TKO | 3 (12), 1:45  | 9 octombrie 1999   | Arena Oberhausen, Oberhausen, Germania             | Retained WBO heavyweight title                        |
| Victorie   | 25–0             | Herbie Hide         | KO  | 2 (12), 1:14  | 26 iunie 1999      | London Arena, Londra, Anglia                       | Won WBO heavyweight title                             |
| Victorie   | 24–0             | Ismael Youla        | TKO | 2 (12), 1:30  | 20 februarie 1999  | Alsterdorfer Sporthalle, Hamburg, Germania         | Retained European heavyweight title                   |
| Victorie   | 23–0             | Francesco Spinelli  | TKO | 1 (12), 1:49  | 5 decembrie 1998   | Palace of Sports, Kiev, Ucraina                    | Retained European heavyweight title                   |
| Victorie   | 22–0             | Mario Schiesser     | TKO | 2 (12), 2:00  | 24 octombrie 1998  | Alsterdorfer Sporthalle, Hamburg, Germania         | Won vacant European heavyweight title                 |
| Victorie   | 21–0             | Ricardo Kennedy     | TKO | 1 (8), 1:31   | 11 august 1998     | Miccosukee Resort & Gaming, Miami, Florida, US     |                                                       |
| Victorie   | 20–0             | Jose Ribalta        | TKO | 2 (8), 2:13   | 5 iunie 1998       | Sporthalle Wandsbek, Hamburg, Germania             |                                                       |
| Victorie   | 19–0             | Dicky Ryan          | TKO | 5 (12)        | 2 mai 1998         | Hansehalle, Lübeck, Germania                       | Won vacant WBO Inter-Continental heavyweight title    |
| Victorie   | 18–0             | Julius Francis      | TKO | 2 (12)        | 18 aprilie 1998    | Eurogress, Aachen, Germania                        |                                                       |
| Victorie   | 17–0             | Levi Billups        | KO  | 2 (10)        | 20 martie 1998     | Ballsporthalle, Frankfurt, Germania                |                                                       |
| Victorie   | 16–0             | Louis Monaco        | KO  | 3 (10)        | 7 martie 1998      | Sartory Saale, Köln, Germania                      |                                                       |
| Victorie   | 15–0             | Alben Belinski      | KO  | 2 (8)         | 30 ianuarie 1998   | Berdux Filmstudios, München, Germania              |                                                       |
| Victorie   | 14–0             | Marcus Rhode        | TKO | 2 (10)        | 17 ianuarie 1998   | Sport- und Erholungszentrum, Berlin, Germania      |                                                       |
| Victorie   | 13–0             | Anthony Willis      | KO  | 5 (8)         | 20 decembrie 1997  | Oberrheinhalle, Offenburg, Germania                |                                                       |
| Victorie   | 12–0             | Herman Delgado      | TKO | 3 (8)         | 29 noiembrie 1997  | Rheinstrandhalle, Karlsruhe, Germania              |                                                       |
| Victorie   | 11–0             | Gilberto Williamson | KO  | 6 (8), 2:50   | 8 noiembrie 1997   | Ballsporthalle, Frankfurt, Germania                |                                                       |
| Victorie   | 10–0             | Will Hinton         | KO  | 2 (6)         | 4 octombrie 1997   | Stadionsporthalle, Hanover, Germania               |                                                       |
| Victorie   | 9–0              | Jimmy Haynes        | KO  | 2 (6)         | 14 iunie 1997      | Saaltheater Hubert Geulen, Aachen, Germania        |                                                       |
| Victorie   | 8–0              | Cleveland Woods     | KO  | 2 (6), 2:16   | 10 mai 1997        | Ballsporthalle, Frankfurt, Germania                |                                                       |
| Victorie   | 7–0              | Derrick Roddy       | TKO | 2 (6), 2:14   | 12 aprilie 1997    | Eurogress, Aachen, Germania                        |                                                       |
| Victorie   | 6–0              | Calvin Jones        | KO  | 1 (6), 2:58   | 8 martie 1997      | Sartory Saale, Köln, Germania                      |                                                       |
| Victorie   | 5–0              | Troy Roberts        | TKO | 2 (6), 1:14   | 22 februarie 1997  | Sporthalle Wandsbek, Hamburg, Germania             |                                                       |
| Victorie   | 4–0              | Mike Acklie         | KO  | 1 (6), 0:32   | 25 ianuarie 1997   | Maritim Hotel, Stuttgart, Germania                 |                                                       |
| Victorie   | 3–0              | Brian Sargent       | TKO | 2 (6), 1:08   | 21 decembrie 1996  | Frankfurt Zoological Garden, Frankfurt, Germania   |                                                       |
| Victorie   | 2–0              | Frantisek Sumina    | TKO | 1 (4), 1:12   | 30 noiembrie 1996  | Arena Nova, Wiener Neustadt, Austria               |                                                       |
| Victorie   | 1–0              | Tony Bradham        | KO  | 2 (4), 1:14   | 16 noiembrie 1996  | Sporthalle Wandsbek, Hamburg, Germania             | Professional debut                                    |